# Fritz Wendhausen
Fritz Wendhausen (* 7. August 1890 als Karl Richard Friedrich Hermann Schulze in Wendhausen; † 1. Januar 1962 in Königstein im Taunus) war ein deutscher Schauspieler, Theaterregisseur, Filmregisseur und Drehbuchautor.

## Leben und Wirken
Er studierte Kunstgeschichte, Geschichte und Philosophie und schloss sein Studium mit der Promotion ab. Anschließend nahm er Schauspielunterricht und begann seine Bühnenlaufbahn 1916 als Schauspieler und Hilfs-Dramaturg in Leipzig.
1917 wurde er Oberspielleiter in Mainz, 1919 in Mannheim. 1920 holte ihn Max Reinhardt als Regisseur an das Deutsche Theater und das Große Schauspielhaus nach Berlin. Dort inszenierte er unter anderem Cäsar und Cleopatra von George Bernard Shaw (1920), Die Passion von Wilhelm Schmidtbonn (1921), Anna Christie (1923), Das Caféhaus von Carlo Goldoni (1923) und Du sollst nicht töten (1924).
1921 gab er sein Debüt als Filmregisseur. Meist schrieb er selbst die Drehbücher für seine Filme. Ein künstlerisches Experiment war 1923 die Filmballade Der steinerne Reiter, die er nach einer Idee der Drehbuchautorin Thea von Harbou schrieb und in stilisierten, vom Expressionismus geprägten Dekors inszenierte. Ein erfolgreicher Film Wendhausens war 1927 das Bauerndrama Der Sohn der Hagar nach der populären Romanvorlage von Paul Keller. Er wagte sich auch an politisch und sozial aktuelle Stoffe wie in Das erste Recht des Kindes mit Hertha Thiele (1932).
Nach der „Machtergreifung“ der Nationalsozialisten arrangierte er sich anfangs noch mit dem Regime und trat 1933 der NSBO-Zelle deutschstämmiger Filmregisseure bei. Seine aufwändigste und ambitionierteste Arbeit wurde 1934 Peer Gynt mit Hauptdarsteller Hans Albers.
1938 emigrierte er nach Großbritannien. Seit 1940 arbeitete er für den deutschsprachigen Dienst der BBC. Er sprach in zahlreichen Sendungen, die an deutsche Hörer im nationalsozialistischen Deutschland gerichtet waren. In der Hörspielreihe Kurt war er die Stimme des altmodischen und großzügigen Lehrers Kurt, der seinem fanatisierten Kollegen Willi widerspricht. In mehreren britischen Filmen verkörperte er als Schauspieler unter den Namen F. R. Wendhousen, F. R. Wendhausen und Frederick Wendhausen bedrohliche Nazioffiziere.
Nach Kriegsende kehrte er gelegentlich nach Berlin zurück und inszenierte am Hebbel-Theater und am Theater am Kurfürstendamm verschiedene Stücke, darunter Die Glasmenagerie. 1959 erhielt er das Bundesverdienstkreuz.
Fritz Wendhausen war von 1923 bis 1931 mit der Schauspielerin Hanna Ralph und ab 1940 mit der Schauspielerin Peggy Norman verheiratet.

## Filmografie (als Regisseur)
| - 1921: Der ewige Fluch (auch Drehbuch) - 1922: Die Intrigen der Madame de la Pommeraye (auch Drehbuch) - 1923: Der steinerne Reiter (auch Drehbuch) - 1923: Alt-Heidelberg (nur Schauspieler) - 1924: Die Finanzen des Großherzogs (nur Drehbuch) - 1925: Der Herr Generaldirektor - 1926: Sein großer Fall (auch Drehbuch) - 1927: Der Sohn der Hagar - 1927: Der Kampf des Donald Westhof (auch Drehbuch) - 1928: Heimkehr (nur Drehbuch) - 1928: Eine Frau von Format (auch Drehbuch) - 1929: Priscillas Fahrt ins Glück (The Runaway Princess) - 1930: Die Königin einer Nacht - 1930: Dreyfus (nur Drehbuch) - 1930: 1914, die letzten Tage vor dem Weltbrand (nur Drehbuch) - 1931: Kameradschaft (nur Schauspieler) - 1932: Goethe lebt...! (nur Drehbuch) | - 1932: Goethe-Gedenkfilm – 1. Der Werdegang (auch Kommentar) - 1932: Das erste Recht des Kindes - 1933: Kleiner Mann – was nun? (auch Drehbuch) - 1934: Der schwarze Walfisch (auch Drehbuch) - 1934: Peer Gynt - 1935: Künstlerliebe (auch Drehbuch) - 1936: Familienparade - 1938: Heiratsschwindler / Die rote Mütze (nur Drehbuch) - 1942: The First of the Few (nur Schauspieler) - 1942: Secret Mission (nur Schauspieler) - 1943: Tomorrow We Live (nur Schauspieler) - 1946: Lisbon Story (nur Schauspieler) - 1946: Ungeduld des Herzens (Beware of Pity; nur Schauspieler) - 1950: Odette (nur Schauspieler) - 1953: Sekunden der Verzweiflung (Desperate Moment; nur Schauspieler) - 1958: Der lautlose Krieg (Orders to Kill; nur Schauspieler) |